# Röd juvelblomma
Röd juvelblomma (Guzmania lingulata) är en art inom familjen ananasväxter. Arten har ett stort utbredningsområde från Centralamerika till Västindien, norra Sydamerika och söderut till Peru och Bolivia. Röd juvelblomma odlas ibland som krukväxt i Sverige.

## Synonymer
Caraguata cardinalis (Andr.) E.Andre
Caraguata latifolia var. clavata Plum.
Caraguata latifolia Beer
Caraguata lingulata (L.) Lindl.
Caraguata lingulata var. cardinalis Andr.
Caraguata splendens Planchon
Caraguata virens Brogn. ex Baker
Guzmania cardinalis (Andre) Mez
Guzmania lingulata (L.) Mez
Guzmania lingulata var. cardinalis (Andr.) Mez
Guzmania lingulata var. concolor Proctor & Cedeio-Mald.
Guzmania lingulata var. flammea (L.B.Sm.) L.B.Sm.
Guzmania lingulata var. minor (Mez) L.B.Sm. & Pittendr.
Guzmania lingulata var. splendens (Planchon) Mez
Guzmania minor Mez
Guzmania minor var. flammea L.B.Sm.
Tillandsia clavata D.Dietr.
Tillandsia lingulata L.